# 1922 en Lorraine
Chronologie de la Lorraine
- 1918
- 1919
- 1920
- 1921
- 1922
- 1923
- 1924
- 1925
- 1926

Cette page est une liste d'événements qui se sont produits durant l'année 1922 en Lorraine.

## Événements

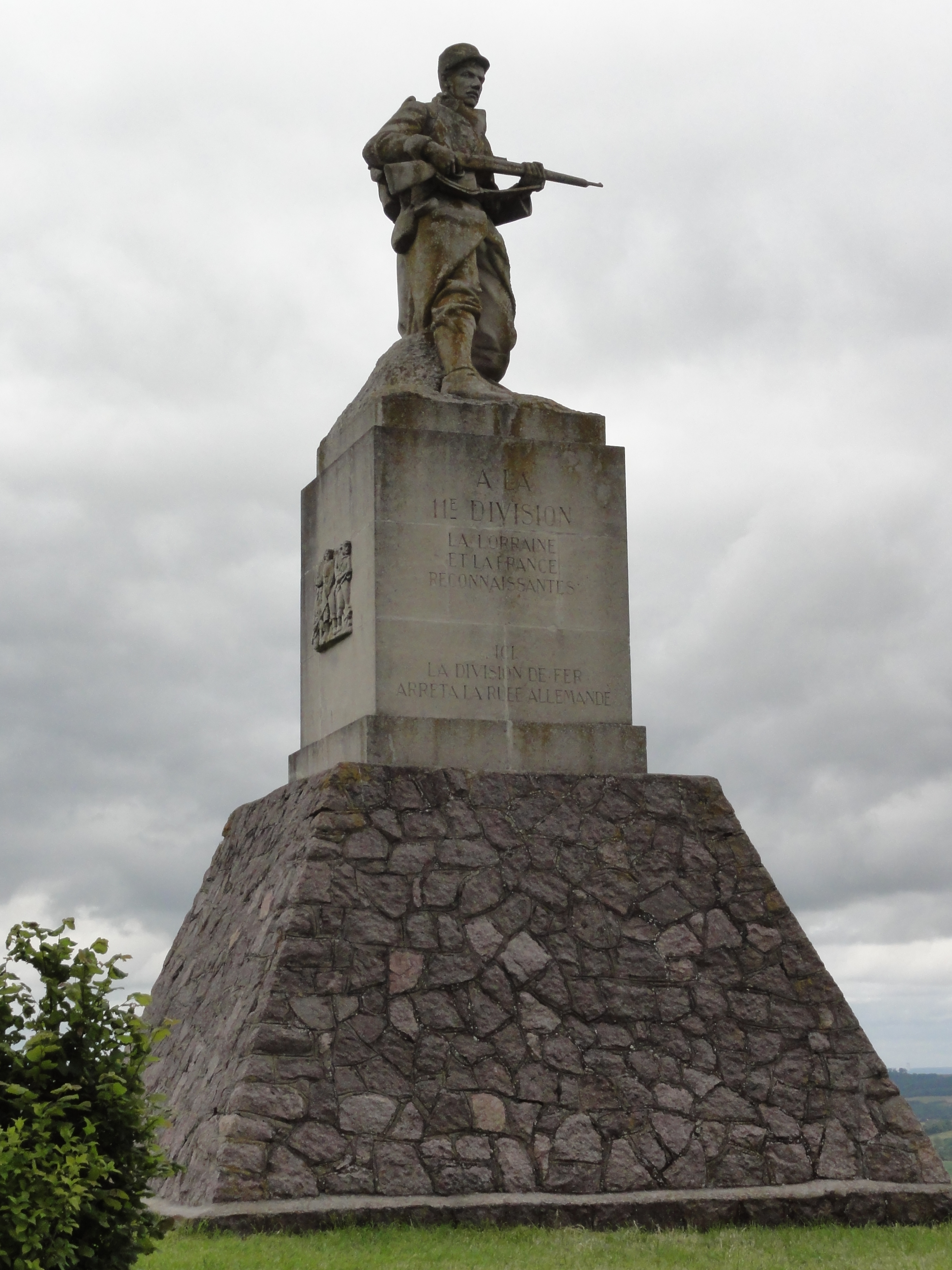
Mémorial du Léomont à Vitrimont.

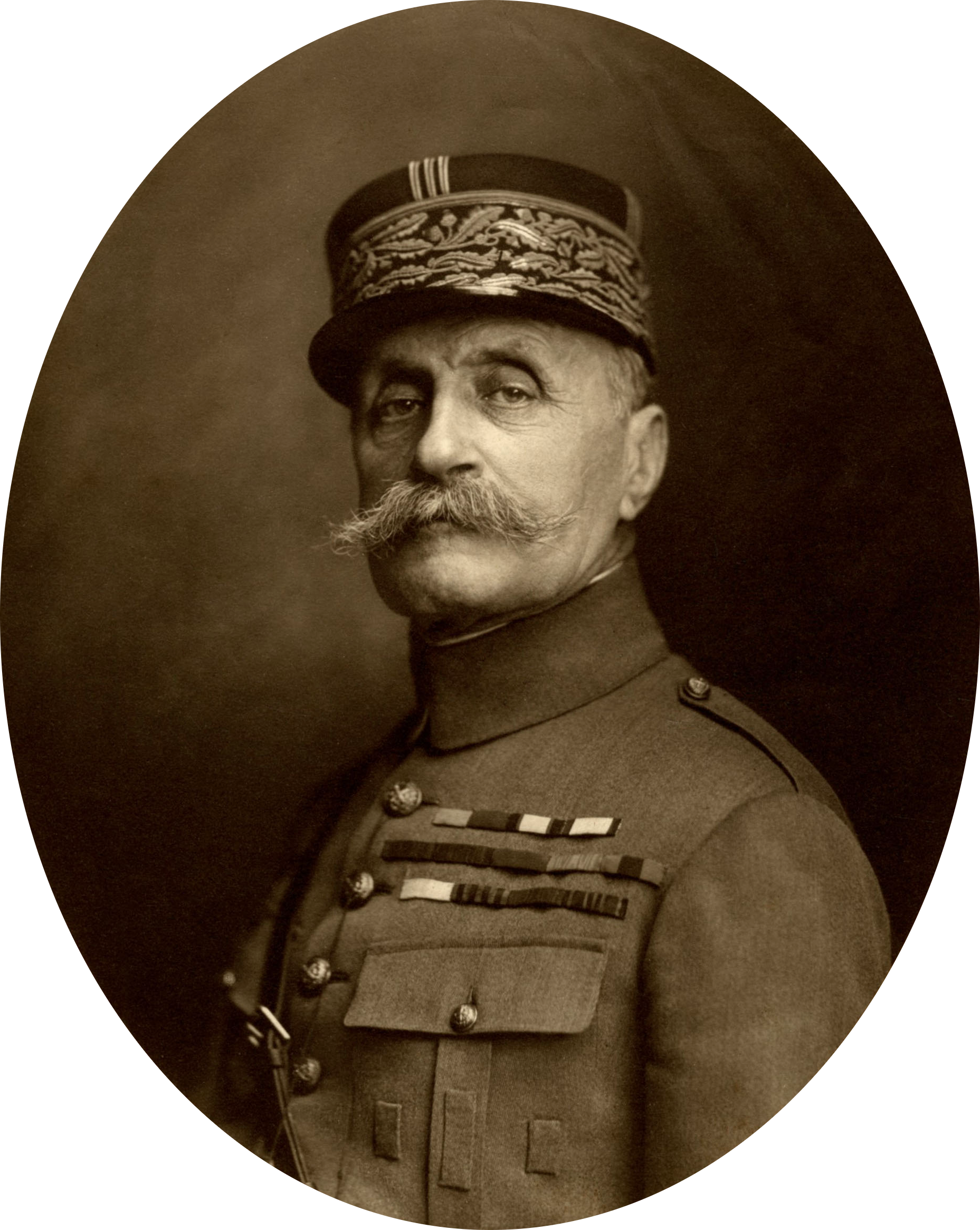
Ferdinand Foch.

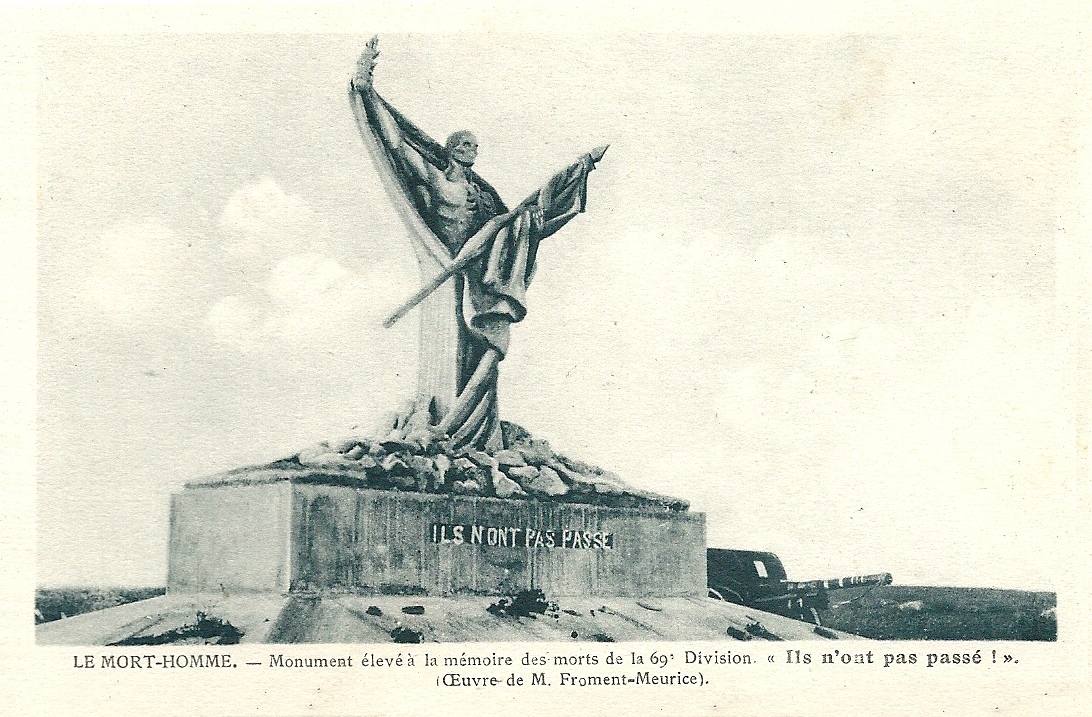
Monument à la 69e division d'infanterie

- Fondation de l'entreprise Eugène Scholtès SA à Manom, une petite ville dans le département de la Moselle près de Thionville[1].
- Fondation à Nancy de L'indicateur général de l'Est,  journal bimensuel de documentation, d'annonces et d'insertions légales et judiciaires[2].

- 1 mai : le site de la bataille de Léomont est classé monument historique[3].
- 31 mai : un monument est inauguré dans la cour de l'école Normale de Nancy, à la mémoire des institutrices et instituteurs de Meurthe-et-Moselle morts pour la France. Il est l'œuvre de l'architecte Charbonnier et du sculpteur Finot. Il porte 156 noms[4].
- 18 juin : inauguration du monument de Léomont en présence du maréchal Foch. Le sommet du Léomont avait changé de mains 8 fois au cours des combats de septembre 1914[3].
- 12 juillet au 20 août : érection du monument à la 69e division d'infanterie, au lieu-dit Le Mort-Homme[5], à l'initiative de l'amicale des anciens de la 69e division d'infanterie.
- 19 juillet : la 13ème étape du tour de France arrive à Metz, où l'Italien Federico Gay[6] . Le départ avait été donné à Strasbourg.
- 21 juillet : le tour de France part de Metz en direction de Dunkerque.
- Octobre : le corps de Driant est exhumé[7]. Un mausolée, décidé par d'anciens combattants dont Castelnau y est érigé. Chaque année, une cérémonie y est célébrée le 21 février, en souvenir du colonel Driant et de ses chasseurs tombés au bois des Caures pour la défense de Verdun.

## Inscriptions ou classements aux titre des monuments historiques
- En Maurthe-et-Moselle : Hôpital militaire souterrain de Domjevin[8], Croix-Gagnée à Nancy[9]
- En Meuse : Tranchée des baïonnettes[10]
- En Moselle : Chapelle du Hackenberg[11]
- Dans les Vosges : Église Saint-Mansuy de Fontenoy-le-Château[12]

## Naissances
- 10 janvier  à Longeville-en-Barrois : Charles Delatte, mort le 18 novembre 2003 à Dijon[13], homme politique français.
- 3 février : Lucien Cordier, spéléologue français mort le 23 octobre 1980 à Darney.
- 16 février à Pont-à-Mousson (Meurthe-et-Moselle) : Yvon Tondon, mort le 22 mai 2013[14], ouvrier électricien, a été député socialiste du 24 septembre 1978 au 22 mai 1981[15].
- 26 février à Cornimont (Vosges) : Gilles Curien, mort le 8 février 2017 (à 94 ans)[16] à Remiremont (Vosges), diplomate français, élevé au grade d'ambassadeur de France.
- 27 février à Giraumont : René Fallas, mort le 1er février 2019 à Valenciennes (Nord)[17], résistant et militant politique français.
- 2 mars à Moyeuvre-Grande : César Depietri,  homme politique français, membre du PCF.
- 16 mars à Bitche : René-François Lejeune[18], mort le 19 octobre 2008 à Lucinges (Haute-Savoie, intellectuel français et un auteur chrétien engagé.
- 22 mars à Pont-à-Mousson : Robert Morel, éditeur français, mort le 15 janvier 1990 aux Imberts près de Gordes (Vaucluse).
- 23 mars à Saint-Dié-des-Vosges : Louis Kuehn, mort le 25 juin 2008, évêque catholique français, évêque de Meaux de 1974 à 1986.
- 5 mai à Longwy : Jean Lovato, mort le 5 juillet 2002 à Périgueux (Dordogne), homme politique français.
- 25 mai à Metz : Jacques Spiewak dit Jacques Denis, mort le 14 septembre 2008, homme politique français.
- 15 juin à Lunéville : Jean Braconnier (1922-1985),  mathématicien français.
- 19 juin à Hériménil : Jacques Chartron, mort le 8 juillet 1998 à Aurillac, haut fonctionnaire et un homme politique français.
- 4 juillet à Gérardmer : Michel Hachet[19], mort le 31 août 2018 à Toul, conservateur de musée, écrivain et érudit français.
- 5 juillet à Pont-à-Mousson : Roger Marage[20], mort à Sainte-Anne-d'Auray (Morbihan) le 21 juin 2012[21], peintre et graveur français.
- 15 juillet à Ars-sur-Moselle : Suzanne Citron, née Grumbach, morte le 22 janvier 2018 à Paris 4e, historienne et essayiste française de gauche[22].
- 24 août à Longeville-lès-Metz : Marie-Louise Tenèze, morte le 12 octobre 2016[23] à Paris, théoricienne littéraire, spécialiste des contes populaires français et francophones. Maître de recherche au Centre national de la recherche scientifique, elle dirigea les publications de la Société d'ethnographie française / société d'ethnologie française (1952-1970).
- 16 septembre à Saint-Dié-des-Vosges : Jacques Brenner, nom de plume de Jacques Meynard-Brenner, mort le 19 février 2001 à Paris 15e[24], écrivain français, auteur de romans et d'essais.
- 1 octobre à Nancy : André Rousselet, mort le 29 mai 2016 à Paris[25] est un haut fonctionnaire, homme politique et chef d'entreprise français. Magistrat de formation, il devient sous-préfet puis député. Devenu en 1960 propriétaire du groupe Taxis G7 qu'il fait prospérer, il fonde en 1984 la chaîne à péage Canal+.
- 23 octobre à Épinal : Bernard Peiffer, mort le 7 septembre 1976 à Philadelphie, pianiste de jazz, compositeur et professeur de musique[26].
- 26 novembre à Hayange : Gershon Cahen, rabbin orthodoxe consistorial français, directeur de la Yechiva d'Aix-les-Bains[27]. Il travaille en collaboration avec le Rosh Yeshiva, Yitzchak Chaikin.
- 2 décembre à Hayange : Pierre Joffroy, de son vrai nom Maurice Weil, mort à Paris le 4 octobre 2008[28],  écrivain et journaliste français.

## Décès
- 31 mars à Tarquimpol : Maurice Barthélemy, né le 24 janvier 1871 à Saales, dans le département du Haut-Rhin en Alsace, homme politique français d'Alsace-Lorraine. Il fut député au Landtag d'Alsace-Lorraine de 1911 à 1918.
- 21 juillet à Nancy : Eugène Vallin, né à Herbéviller le 13 juillet 1856[29], architecte et menuisier d'art français.